# Los Angeles Clippers
A Los Angeles Clippers a Lakers mellett egy másik Los Angeles-i profi kosárlabdacsapat, amely az NBA-ben játszik.